# 97 هـ
97 هـ هي سنة في التقويم الهجري امتدت مقابلةً في التقويم الميلادي بين سنتي 715 و716.

موسى بن نصير

## مواليد
- سفيان الثوري

## وفيات
- عبد العزيز بن موسى بن نصير
- موسى بن نصير
- الحسن المثنى
- الحضين بن المنذر